# Валери Каприски
Валерѝ Каприскѝ (на френски: Valérie Kaprisky) е френска актриса, родена на 19 август 1962 г. Номинирана е за награда „Сезар“.

## Избрана филмография
- „До последен дъх“ (1983)
- „Развитие на желанието“ (1994)